# Elvis Sings the Wonderful World of Christmas
Elvis Sings The Wonderful World Of Christmas è il 33° album in studio di Elvis Presley, pubblicato nel 1971.

## Contenuti
Si tratta del secondo album dedicato al Natale prodotto da Presley, seguito del pluripremiato Elvis' Christmas Album del 1957 (riedito poi nel 1970). Il singolo estratto dall'album fu Merry Christmas Baby/O Come All Ye Faithful pubblicato nel novembre 1971.

## Tracce
1. O Come, All Ye Faithful
2. The First Noel
3. On a Snowy Christmas Night
4. Winter Wonderland
5. The Wonderful World of Christmas
6. It Won't Seem Like Christmas (Without You)
7. I'll Be Home On Christmas Day
8. If I Get Home On Christmas Day
9. Holly Leaves and Christmas Trees
10. Merry Christmas Baby
11. Silver Bells
12. If Every Day Was Like Christmas